# Cerwin-Vega

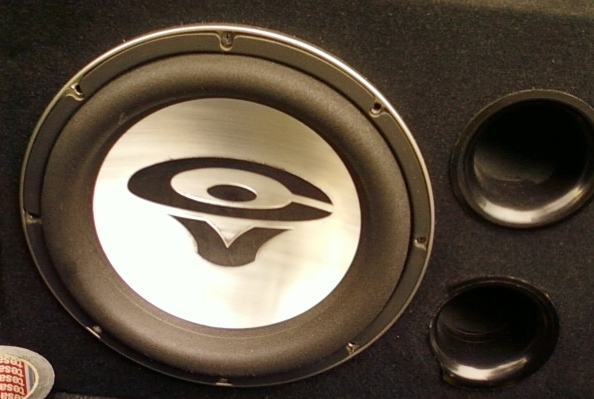
Cerwin-Vega 12" subwoofer

Cerwin-Vega is een Amerikaanse producent van luidsprekers. Het merk verkoopt internationaal vanuit de centrale locaties Deerfield Beach en Brussel. 
Het bedrijf werd in 1954 opgericht en verwierf naambekendheid door de productie van een 18" luidspreker die 130 dB behaalde bij 30 Hz. In 1957 produceerde Cerwin-Vega 's werelds eerste solid-state transistor versterker. 